# Lasioglossum namaense
Lasioglossum namaense là một loài Hymenoptera trong họ Halictidae. Loài này được Friese mô tả khoa học năm 1909.